# کافه ترانزیت
کافه ترانزیت فیلمی ایرانی با کارگردانی کامبوزیا پرتوی است. این فیلم محصول سال ۲۰۰۵ به‌طور مشترک در کشورهای ایران، فرانسه و ترکیه ساخته شده است. پرویز پرستویی و فرشته صدرعرفایی بازیگران اصلی این فیلم هستند. این فیلم نمایندهٔ ایران برای جوایز اسکار در سال ۲۰۰۷ بود. این فیلم در اسرائیل هم اکران شده است.

## داستان
فیلم در مورد زنی به نام ریحان (فرشته صدر عرفایی) است که شوهر خود را به تازگی از دست داده است. شوهر وی برای او فقط قهوه‌خانه‌ای در کنار جاده در نزدیکی ماکو به ارث گذاشته است. این زن تلاش می‌کند تا استقلال خود را حفظ کند ولی برادر شوهرش ناصر (پرویز پرستویی) در جلوی پای این زن سنگ انداخته، تا ریحان را ناچار به ازدواج با خود کند…

## جوایز

### بین‌المللی
- برنده جایزه انجمن روزنامه نگاران سینمایی جشنواره بین‌المللی فیلم ماردل پلاتا ۲۰۰۶
- برنده جایزه ویژه هیئت داوران جشنواره بین‌المللی فیلم ماردل پلاتا ۲۰۰۶
- برنده جایزه فیپرشی جشنواره بین‌المللی فیلم داکا ۲۰۰۶
- لوح تقدیر و جایزه آزادی جشنواره فیلم اورشلیم ۲۰۰۶
- نامزد هوگو طلایی جشنواره بین‌المللی فیلم شیکاگو ۲۰۰۵
- نامزد جایزه بالن طلایی جشنواره سه قاره نانت ۲۰۰۵

### داخلی
| جشنواره                  | قسمت                       | نامزد            | نتیجه    | جایزه        |
| ------------------------ | -------------------------- | ---------------- | -------- | ------------ |
| بیست و سومین جشنواره فجر | بهترین فیلم                | امیر سمواتی      | نامزدشده |              |
| بیست و سومین جشنواره فجر | بهترین کارگردانی           | کامبوزیا پرتوی   | نامزدشده |              |
| بیست و سومین جشنواره فجر | بهترین بازیگر نقش اول زن   | فرشته صدرعرفایی  | برنده    | سیمرغ بلورین |
| بیست و سومین جشنواره فجر | بهترین بازیگر نقش مکمل مرد | اسماعیل سلطانیان | نامزدشده | .            |
| بیست و سومین جشنواره فجر | بهترین فیلمنامه            | کامبوزیا پرتوی   | برنده    | سیمرغ بلورین |
| بیست و سومین جشنواره فجر | بهترین فیلمبرداری          | محمدرضا سکوت     | نامزدشده |              |
| بیست و سومین جشنواره فجر | بهترین موسیقی متن          | پیمان یزدانیان   | نامزدشده |              |
| بیست و سومین جشنواره فجر | بهترین طراحی صحنه و لباس   | حسن فارسی        | نامزدشده |              |